# إلوي ألفاريز
إلوي ألفاريز (بالإسبانية: Eloy Álvarez)‏ هو ناقد سينمائي وممثل أرجنتيني، ولد في 1896 في بوينس آيرس في الأرجنتين، وتوفي بنفس المكان في 1951.

## وصلات خارجية
- إلوي ألفاريز على موقع IMDb (الإنجليزية)
- إلوي ألفاريز على موقع قاعدة بيانات الفيلم (الإنجليزية)